# Castellar de la Frontera
Castellar de la Frontera er en by og kommune i det sydlige Spanien i provinsen Cádiz. Den har et indbyggertal på 2.976 (2024) indbyggere.